# Twee monsters, waarvan één met een pijl
Twee monsters, waarvan één met een pijl is een tweezijdige tekening van de Zuid-Nederlandse schilder Jheronimus Bosch in het Kupferstichkabinett in Berlijn.

## Voorstelling
Boven is een geschubd dier te zien met een soort eendensnavel, dat een speer vasthoudt en in zijn linkerlaars een pijl heeft. Daaronder bevindt zich een in elkaar gekropen monster, dat zijn visachtige bek heeft openspert.
Op de achterzijde is boven is een schildpad te zien die een paardenschedel meesleept. Daaronder een duiveltje met een trechter op zijn kop en met beide benen in een zak.
Het speerdragende monster doet vaag denken aan de trompetblazende en fakkeldragende beesten op het dak van het huis links op het middenpaneel van Bosch' Laatste Oordeel-drieluik in Wenen. De schedel waar de schildpad mee sleept komt ook voor op het rechterluik van het Heremieten-drieluik in Venetië.

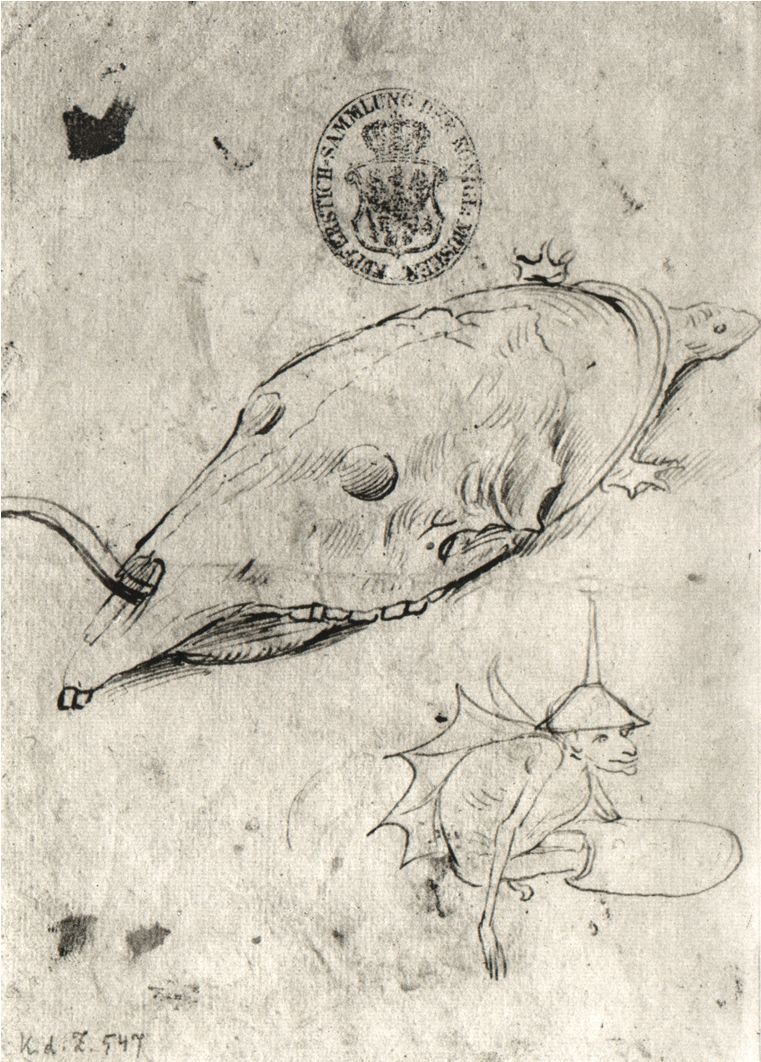
Achterzijde: Schildpad en een gevleugelde duivel.

De trechter komt meerdere keren voor op werk van Bosch en verwijst mogelijk naar onbetrouwbaarheid en onstandvastigheid (volgens Bosch-auteur Dirk Bax het niets in zich houden). De zak waar het duiveltje in zit verwijst mogelijk naar het spreekwoord ‘in de zak jagen’ (ongeluk veroorzaken).
Op een tekening van een navolger van Bosch in de Rhode Island School of Design in Providence (Rhode Island) zijn de beide zijden van de tekening in Berlijn gekopieerd.

## Toeschrijving
De tekening wordt unaniem aan Bosch toegeschreven.

## Herkomst
De tekening is afkomstig uit de Kupferstich-Sammlung der königliche Museen (de voorloper van het Kupferstichkabinett in Berlijn).